# プローテウス
プローテウス（古希: Πρωτεύς, Prōteus）は、ギリシア神話の海神である。長母音を省略してプロテウスとも表記される。ナイル川河口の三角州沖合に浮かぶパロス島でアザラシの世話をしている。ポルキュース、ネーレウスとともに「海の老人」と呼ばれ、彼ら同様にポントスとガイアの子とされることもあるが、アポロドーロスではプローテウスは外されており、ポセイドーンの子とする説が紹介されている。古い甕絵には魚の尾を持つ身体から、獅子や鹿、蝮が顔をのぞかせている姿で描かれている。カール・ケレーニイによれば、彼ら「海の老人」はポセイドーン以前のギリシアの海の支配者であった。
予言の能力を持つが、その力を使う事を好まないため、プローテウスの予言を聞くためには、捕まえて無理矢理聞き出さねばならない。しかし、他の物に変身する能力をも有するため、捕まえること自体が至難の業である。
彼の予言を求める英雄たちに格闘の末取り押さえられている点で、とくにネーレウスおよびその娘テティスと似たような神話が伝えられている。別の神話では、プローテウスはエジプト人の王としても登場する。プローテウスの名は、海王星の衛星のプロテウスの名の由来にもなっている。

## 神話

### メネラーオスとの格闘
ホメーロスの『オデュッセイア』では、スパルタを訪ねたテーレマコス（オデュッセウスの子）にメネラーオスが語った話として次のようになっている。
トロイア戦争の帰途、メネラーオスの船団は嵐に見舞われてエジプトまで流された。8年の間帰国できず、パロス島で風を待ったが、ここでも20日間順風が吹かなかった。そこへプローテウスの娘エイドテエー（エイドテアーとも）が、自分の父親を押さえつけて方策を聞き出すようメネラーオスに助言した。メネラーオスは3人の部下とともにアザラシの皮をかぶり、浜辺でプローテウスを待ち伏せた。
やがてプローテウスが多数のアザラシたちと海から浜辺に上がってきて、午睡を始めたところを、メネラーオスたちは襲って押さえつけた。プローテウスは獅子、大蛇、豹、野猪、流水、高く茂った樹木などに姿を変えて逃げだそうとしたが、メネラーオスたちが手を緩めなかったので、あきらめて元の姿に戻った。メネラーオスの問いに答えてプローテウスは、ギリシアの諸将は神の怒りを買っており、メネラーオスはエジプトに戻って牛を生け贄に捧げて許しを請わねばならないこと、また、諸将のうち小アイアースが溺死したこと、メネラーオスの兄アガメムノーンが最期を遂げたこと、オデュッセウスがカリュプソーに引き留められて領地に帰れずにいることなどを語った。メネラーオスがプローテウスからいわれたとおり、エジプトで牛を神に捧げてアガメムノーンの記念碑を建立すると、たちまち順風が吹き始めた。

### アリスタイオスとの格闘
古代ローマの詩人ウェルギリウスの著作『農耕詩』には次のような物語がある。
アポローンとキューレーネーの子アリスタイオスが飼っていたミツバチが死んだとき、キューレーネーはアイスタイオスに助言して、プローテウスを縛り上げてミツバチの病気の理由を聞き出すとよいといった。アリスタイオスはパロス島の洞窟で午睡しているプローテウスを襲い、プローテウスは様々に姿を変えたが、結局打ち負かされた。プローテウスは、ミツバチの病気の原因は、アリスタイオスがかつてオルペウスの妻エウリュディケーに恋をしたとき、逃れようとしたエウリュディケーが毒蛇に噛まれて死んだ、その祟りだと語った。

### その他
このほか、アポロドーロスではプローテウスに関して次のような物語がある。
- ディオニューソスがヘーラーによって狂気を吹き込まれて各地をさまよったとき、エジプト人の王プローテウスがこれを歓待したとされる。
- アイギュプトスの50人の息子たちがダナオスの50人の娘たちと結婚したとき、その夜のうちにリュンケウスを除く全員がダナオスの娘たちの手にかかって殺された。殺された一人にプローテウスの名があり、結婚相手はゴルゴポネーだとされる。
- ヘーラクレースが「アマゾーンの女王の腰帯」の功業に挑んだとき、ポリュゴノスとテーレゴノスの兄弟の挑戦を受け、二人を相撲で殺した。この兄弟は、ポセイドーンの子プローテウスの子であった。
- パリスがヘレネーを誘拐したとき、ゼウスの意を受けたヘルメースがヘレネーを奪い返してエジプトに連れて行き、エジプト人の王プローテウスに保護させた。パリスは雲で作られたヘレネーの似姿をヘレネーだと思い込んでイーリオスへ赴いた。トロイア戦争のあと、メネラーオスはプローテウスのもとでヘレネーを見いだすまで、奪還したヘレネーが雲の幻であることに気づかなかった。

一方、ヘーロドトスは『歴史』の中で、エジプト王プローテウスについて、ペロースから王位を継承したメンピス出身の王で、プローテウスの後を継いだのはランプシニトスである、と述べている(II.112、121)。

## グレーヴスの論考
ロバート・グレーヴスによれば、プローテウスとは「最初の人間」という意味で、ネーレウスの別名であり、おそらく海岸の島に埋葬された神託の聖王だったとする。古代ギリシアでは、獅子と猪は1年を二つの季節に分ける暦制の表象であり、雄牛、獅子、水蛇は1年を三つに分ける場合の表象、また豹はディオニューソスの神獣であり、葉の茂った樹木は1年の月々を示す神木のことである。『オデュッセイア』でのプローテウスの変身は、これらがごちゃまぜになっている。
メネラーオスとプローテウスの格闘は、ペーレウスとテティスの格闘の退化した形であり、ヘーラクレースとネーレウス（「ヘスペリデスの黄金の林檎」の功業）、アリスタイオスとプローテウス（上記ウェルギリウスによる）にも引き継がれている。このうちアリスタイオスの神話はプローテウスと関連がなく、古代ローマでギリシア神話がいかに無責任に利用されたかを示す一例である。
また、プローテウスが住むパロス島には、青銅器時代のヨーロッパ最大の貿易港があり、クレーテー人の植民地だったが、のちに海底地震によって港湾施設が水没した。このことはアトランティスに関するエジプトの伝説とも関わりがある。ホメーロスの叙事詩は、メネラーオスの時代にはすでにパロス島がアザラシの繁殖場所にすぎなくなってしまったことをも示している。

## プローテウスに因んだ命名
- 映画『ミクロの決死圏』（1966年）に登場し、体内（脳内）に入る特殊潜航艇の名前は「プロテウス号」と名付けられている。
- プロテア：ヤマモガシ科の大型の花序をつける植物。日本では観賞用。
- プロテウス症候群：手足の異常な成長などの症状が出る遺伝子疾患。
- プロテウス (衛星)：1989年に発見された海王星第8衛星。
- プロテオバクテリア(シュードモナス門)：真正細菌の1系統。その多様性から、変幻自在に姿を変えるプロテウスに因んで名付けられたといわれる。下記のプロテウス属を含む。
- プロテウス属：腸内細菌科に属する細菌。運動性のある糸状器官を持っていることから、他の物に変身する能力を持つプロテウスが名前の由来になっているといわれる。